# Riserva naturale della Valle dell'Inferno e Bandella
La riserva naturale della Valle dell'Inferno e Bandella è un'area naturale protetta della Toscana situata lungo il tratto valdarnese dell'Arno. La riserva si sviluppa nel bacino della centrale idroelettrica ENEL di Levane.

## Territorio
La riserva è caratterizzata da un tratto del Fiume Arno che scorre placidamente nella Valle dell'Inferno, con profondità che varia tra 5 e 15 metri e l'Ansa di Bandella, una zona palustre, formatasi nel fondovalle del Torrente Ascione e ai bordi del lago originato dalla costruzione della diga al finire degli anni '50 per la produzione di energia elettrica.

Questa zona successivamente si è popolata della fauna e della flora tipica delle zone umide e l'abbondante presenza di pesci, anfibi, invertebrati ha attirato specie di uccelli che hanno scelto quest'oasi per la loro riproduzione.
Ma allo stesso tempo però il lago non ha cancellato la flora e la fauna tipica che caratterizzavano la valle.

## Storia
La leggenda racconta che Dante Alighieri passando da queste parti abbia trovato il traghettatore di nome Caronte che faceva attraversare l'Arno ai viandanti, e dal suo nome e da questi luoghi impervi si sarebbe ispirato per la “Divina Commedia”.
La calma del fiume sembra contrastare con il nome di “Valle dell'Inferno” che caratterizza da sempre questo tratto dell'Arno, ma in realtà il riferimento doveva essere più che calzante prima della costruzione della diga. La valle è infatti profondamente incisa, con versanti particolarmente ripidi tra i quali l'Arno scorreva in modo impetuoso e spesso pericoloso per chi era costretto a percorrerlo in barca e sui foderi, particolari zattere utilizzate per trasportare il legname dalle Foreste Casentinesi a Firenze.
Una storia non verificata narra che sulle rocce sotto la superficie del lago artificiale, alla confluenza del Borro di Ricavo, si trovi una scultura che ricorda tre giovani morti annegati in quel punto che viene comunemente chiamato "gli affogati".

## Flora
Nella Riserva Naturale della Valle dell'Inferno e di Bandella i boschi sono per la maggior parte popolati di querce, in particolare roverella, qualche pino, e arbusti, mentre nelle aree palustri e lungo le sponde la vegetazione igrofila è ricca e varia.

## Fauna
La fauna tipica in questa zona è caratterizzata da: nibbio bruno, svasso maggiore, tuffetto, airone cenerino, garzetta, martin pescatore, tottavilla e averla piccola che sono specie di uccelli che hanno scelto questa zona per la loro riproduzione; poi abbiamo il cormorano, l'airone rosso, l'airone bianco maggiore, la pavoncella, il cavaliere d'Italia, la nitticora che la utilizzano solo per le loro soste. Presenti anche qualche specie di tartaruga.

Invece addentrandoci nei boschi possiamo trovare animali come: lepre, fagiano, istrice, capriolo e cinghiale; ed infine abbiamo anche la presenza della salamandrina dagli occhiali.

## Visite
Il Centro Visite di Monticello (Terranuova Bracciolini, AR) è fruibile su prenotazione.
I sentieri della Riserva Naturale sono liberamente percorribili, mentre l'area attrezzata di Castiglioncello è accessibile in occasione di visite guidate.
Nel bacino della Valle dell'Inferno è attivo un servizio di Visite Guidate con una imbarcazione della Provincia di Arezzo.